# Škrat Šal-Amar
Škrat Šal-Amar je otroška pravljica, ki govori o škratu z nenavadnim imenom, ki na poti odkriva razlog za njegov obstoj. Avtorica knjige je Natalija Brumen, izšla pa je leta 2004 pri založbi Amalietti & Amalietti.
Knjiga je namenjana predšolskim otrokom. Pod besedilom se nahajajo veliki prazni okvirji, kamor otrok sam nariše risbo po svojih predstavah in s tem razvija motorične spretnosti, domišljijo ter kritično mišljenje. Pravljica je neke vrste soavtorsko delo, saj vključi ilustracije otrok.

## Povzetek
Pravljica govori o škratu Šal-Amaru z dežele Lepi Sen. Ta izmed vseh škratov izstopa zaradi svojega imena. To močno moti njegove prijatelje, zato mu ga odvzamejo, saj še sam ne ve kaj pomeni. Škrat se odpravi iskat svojo identiteto ven s pravljice v otroško sobo, v kateri spozna, da otroška domišljija nima meja in da njegovo ime ni prav nič nenavadno. Pravljica se konča, ko se škrat Šal-Amar vrne v deželo Lepi Sen in si vzame nazaj kar je njegovo.
Pravljica otrokom sporoča, da je pomembno sprejeti samega sebe, po drugi strani pa omogoča, da se ti poistovetijo z junakom in se preko njega najdejo. Knjiga poudarja sprejemanje drugačnosti, pozitivno samopodobo, izpostavlja pomen prijateljstva ter vrednosti življenja.

## Predstavitev glavne književne osebe
Škrat Šal-Amar je glavna književna oseba, ki predstavlja otroka,ki se želi uveljaviti med sovrstniki. V boju za njihovo naklonjenost ta zatre lastnosti, ki motijo prijatelje. Močno si želi pripadnosti sovrstniški skupini, vendar pa je zato nesrečen. Ko sam začne sprejemati svojo drugačnost, ga sprejmejo takšnega kot je tudi prijatelji. Velik vpliv na Šal-Amarja ima okolje.  
Škrat Šal-Amar predstavlja žrtev nasilja do drugačnosti in trpi zaradi nesprejetosti.